# Lilienberg (Ermatingen)

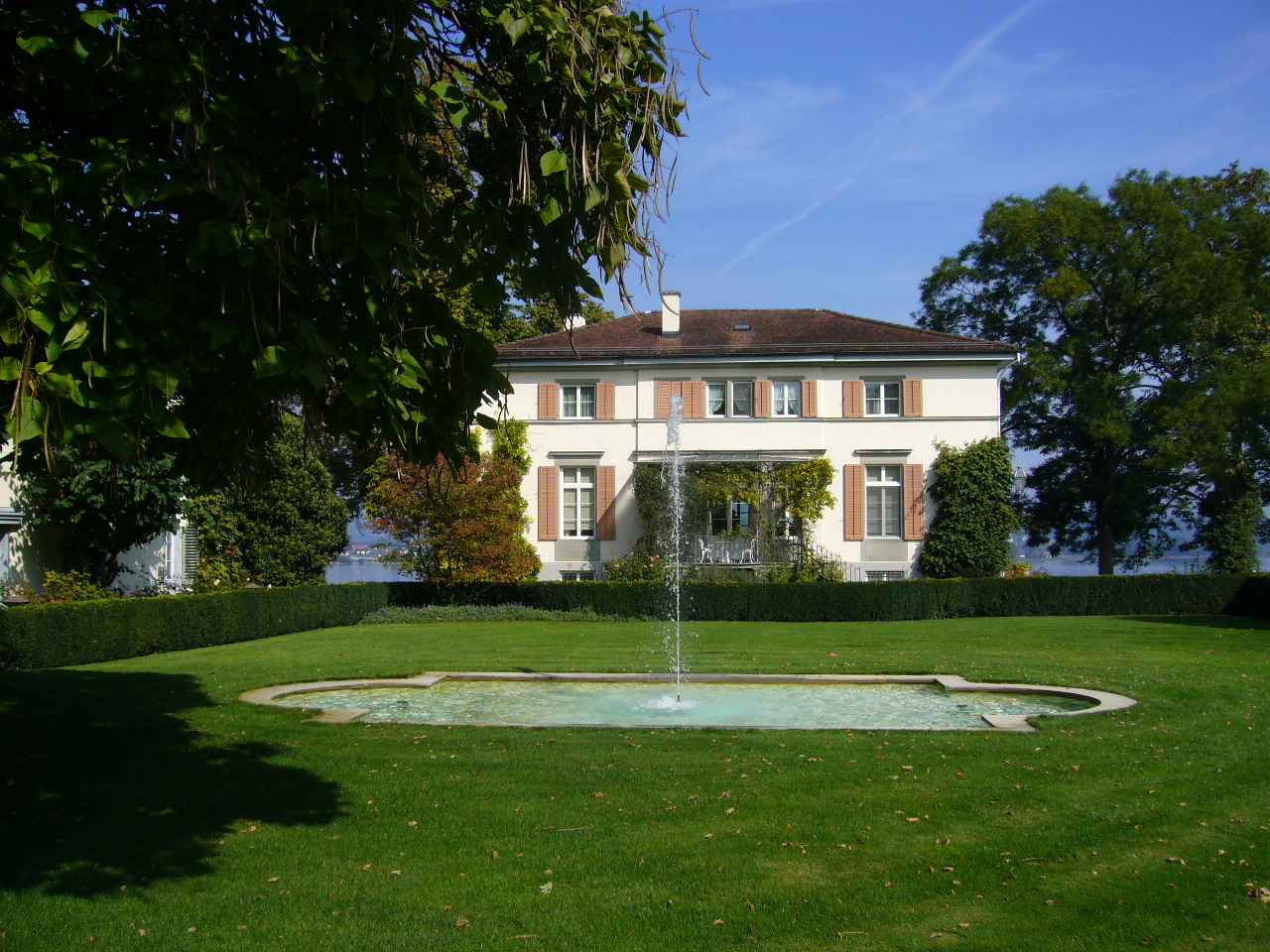
Lilienberg (2007)

Der Lilienberg ist ein ehemaliger Herrensitz aus dem 19. Jahrhundert in der Gemeinde Ermatingen im Kanton Thurgau (Schweiz). Der Bau im spätklassizistischen Stil liegt – gegenüber der Insel Reichenau – auf einem sanften Hügel zwischen Seerücken und Untersee.
Im Jahre 1839/40 hatte die preussische Baronesse Caroline von Waldau die Villa Lilienberg samt Parkanlage auf einem ehemaligen bäuerlichen Anwesen im sogenannten Breitengut errichten lassen, vermutlich durch einen korsischen Architekten. 1846 kam noch ein Ökonomiegebäude (Remise und Stallung) dazu. Weitere Besitzer im 19. Jahrhundert waren Baronesse Betty von Fingerlin aus Konstanz (eine Cousine des späteren Napoleon III.), der belgische Graf Livius Caimo sowie die Kaufleute Alwin Bion aus St. Gallen und später Kaspar Pfeiffer aus Rottweil.
1897 wechselte der Lilienberg dann in den Besitz der Gebrüder Volkart, die in Winterthur ein führendes Handelshaus betrieben, und 1935, durch Heirat, in denjenigen der Familie Reinhart. Der Industrielle und Kunstmäzen Werner Reinhart renovierte darauf die Villa und die Parkanlage und sein Bruder Oskar Reinhart erweiterte den Park später mit einem Pavillon an erhöhter Lage, einem Springbrunnen und mit verschiedenen Skulpturen (u. a. von Hermann Haller).
Im Jahr 1973 wurde das Gebäude von der Thurgauer Architektin Susi Müller-Gehrig saniert. 
Im Jahre 1985 wurde das Areal – in dem zuletzt der Dermatologe Paul Bigliardi gewohnt und praktiziert hatte – dann von der Stiftung Lilienberg Unternehmerforum des Industriellen Walter Reist (1927–2022) und seiner Frau Lotti (1927–2022) erworben. Walter Reist, Patron eines international tätigen Familienunternehmens in der Förder- und Verarbeitungstechnik, war ein Anhänger der damaligen Vereinigung freies Unternehmertum (VfU). Er liess den Lilienberg nach Plänen von Esther und Rudolf Guyer zu einem Begegnungszentrum für Unternehmer umbauen. Seit Frühjahr 1989 tauschen sich nun auf dem Lilienberg unternehmerische Persönlichkeiten aus den verschiedensten Wirtschaftsbranchen an Tagungen, Kolloquien und mehrtägigen Seminaren aus. Neben diesen rund 50 stiftungseigenen Veranstaltungen dient der Lilienberg zudem als Hotel inklusive Restaurant sowie als Seminar- und Eventlocation.